# کارلوس کاروالیال
کارلوس کاروالیال (پرتغالی: Carlos Carvalhal؛ زادهٔ ۴ دسامبر ۱۹۶۵) بازیکن سابق و مربی فوتبال اهل پرتغال است.
از باشگاه‌هایی که در آن بازی کرده‌است می‌توان به باشگاه فوتبال پورتو، باشگاه فوتبال بیرامار و باشگاه ورزشی براگا اشاره کرد.
وی همچنین در تیم ملی فوتبال زیر ۲۱ سال پرتغال بازی کرده‌است.